# Hatikvah

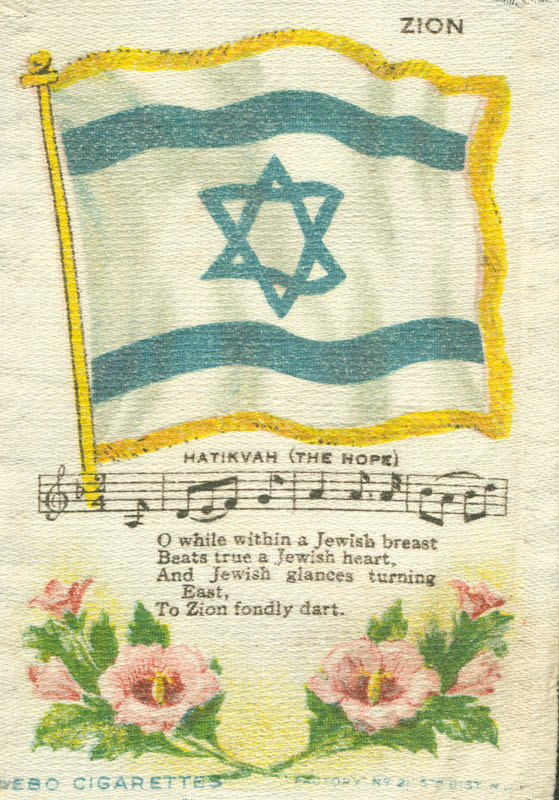
Numa ilustração.

Hatiḳṿa (no alfabeto hebraico התקוה; em português "A Esperança"), também chamado  Hatikvah, Hatikva e ha-Tikvá(h), é o hino nacional de Israel. Nasceu de um poema de Naftali Herz Imber, poeta polonês, escrito em homenagem à fundação da colônia sionista Petach Tikvá ("A Porta da Esperança"), intitulado Tikavatenu ("Nossa Esperança").
Tikavatenu ganhou melodia em 1882, quando Samuel Cohen, um colono de Rishon le Tzion, teve acesso ao poema de Herz Imber. Desde então, com várias modificações na letra, a melodia foi adotada como hino do movimento sionista.
A canção tornou-se oficiosamente hino nacional de Israel em 14 de maio de 1948, quando foi cantada durante a cerimônia de assinatura da declaração de independência do Estado de Israel, já com a letra atual.